# Tell al-Rimah
Tell al-Rimah o Tell Rimah es un tell, o montículo de asentamiento arqueológico, en la gobernación de Nínive (Irak). Su antiguo nombre probablemente fuese, en el período paleobabilónico, Karana o Qatara. Durante el período neoasirio, la ciudad se llamaba Zamahe. El yacimiento se encuentra aproximadamente a 80 kilómetros al oeste de Mosul y la antigua Nínive en la región de Sinyar al sur del Yebel Sinyar.

## Historia de las excavaciones arqueológicas
Fue descubierto en 1850 por Austen Henry Layard, excavador de Nínive y Kalkhu. Pero no fue hasta 1938 cuando Seton Lloyd empezó a
excavar la región. El yacimiento de Tell al-Rimah fue realmente excavado entre 1964 y 1971 por un equipo de la Escuela Británica de Arqueología en Irak dirigido por David Oates. Se excavó un gran templo y palacio de principios del II milenio a. C., así como un edificio neoasirio. Tell al-Rimah también es conocido por tener un ejemplo de finales del III milenio-principios del IImilenio a. C. de bóveda de ladrillos.

## Ocupación amorrita
Durante el período amorrita (2004-1595 a. C.), se menciona que Qatara (o Qattara) estaba en la ruta comercial de Assur a Anatolia. En la época conocida por los textos de Mari (primera mitad del siglo XVIII a. C.), esta ciudad formaba parte de un reino al que también pertenecía la ciudad de Karana. Su rey Hadnu-rabi residía  en el palacio de Qatara. Era vasallo de Shamshiadad I de Ekallatum. A la muerte de este último, pierde Karana, que es tomada por Asqur-Adad, descendiente de un antiguo rey de esta ciudad, apoyado por el rey Zimri-Lim de Mari. Cuando Hadnu-rabi muere a su vez, Asqur-Adad extiende su dominio sobre Qatara, que la confía a un hombre que le es fiel, Aqba-Hammu, un adivino, que se casa con su hermana Iltani.
Entonces Tell Rimah estaba protegida por una muralla de 600 metros de diámetro. En el centro del recinto se encontraba un área sagrada, donde estaba el templo principal de la ciudad, dedicado a Ishtar. Su fachada estaba decorada con ladrillos de barro semicerrados, reproduciendo la apariencia de troncos de palmera (como en el templo contemporáneo de Tell Leilan). Este complejo palaciego estaba coronado por un zigurat cuadrado de 40 metros de lado. Al noreste de este edificio se encontraba el palacio real, que contenía un conjunto de tablillas diplomáticas y administrativas, incluidos los archivos de la reina Iltani.

## Ocupación del período asirio medio
La historia de la ciudad después de este período es conocida simplemente por la arqueología hasta la época asiria media. Tell Rimah estaría sometida durante un tiempo a los reyes de Babilonia, antes de caer bajo el control de Mitanni en el tercer cuarto del II milenio a. C. Se construyó un gran edificio sobre el antiguo palacio y junto a él se construyó una residencias. El templo todavía está en uso. Hacia mediados del siglo XIV a. C., el reino de Mitanni fue derrotado por los asirios, que luego sometieron la Alta Mesopotamia y Tell Rimah con ella. En el templo se han encontrado tablillas administrativas de este período, correspondientes a los reinados de Salmanasar I y su sucesor Tukultininurta I (siglo XIII a. C.). Qatara era entonces un importante centro provincial asirio. Alrededor de 1200 a. C., los asirios perdieron su presencia en la región, ante los ataques de los arameos en particular, y Tell Rimah colapsó.

## Ocupación del período neoasirio
Qatara experimentó una reocupación parcial durante el período neoasirio (siglos IX-VII a. C.). Con la renovación de la expansión asiria, volvió a convertirse en un importante centro provincial. La ciudad pasa a llamarse Zamahe y es parte de la provincia de Rasapa. Un gobernador, Nergal-eresh, contemporáneo de Adad-nirari III (811-743 a. C.), construyó un nuevo templo junto al antiguo, que dedicó a Adad. La entrada a la cella del templo está sostenida por pilares, cuya base está decorada con leones esculpidos. Una estela que se encuentra junto al altar menciona las hazañas del rey Adad-nirari III y de Nergal-eresh.
Después del colapso de Asiria a finales del siglo VII a. C., el sitio perdió importancia, antes de ser finalmente abandonado.

## Cultura material
Se encontraron varias tablillas en lengua babilónica antigua contemporáneas a las de Zimri-Lim de Mari, así como otros objetos valiosos. El hallazgo más notable que se encontró fue la estela de Adad-nirari III que menciona a un rey primitivo del norte de Israel como 'Joás el Samariano' y contiene la primera mención cuneiforme de Samaria con ese nombre.

## Hallazgos arqueológicos

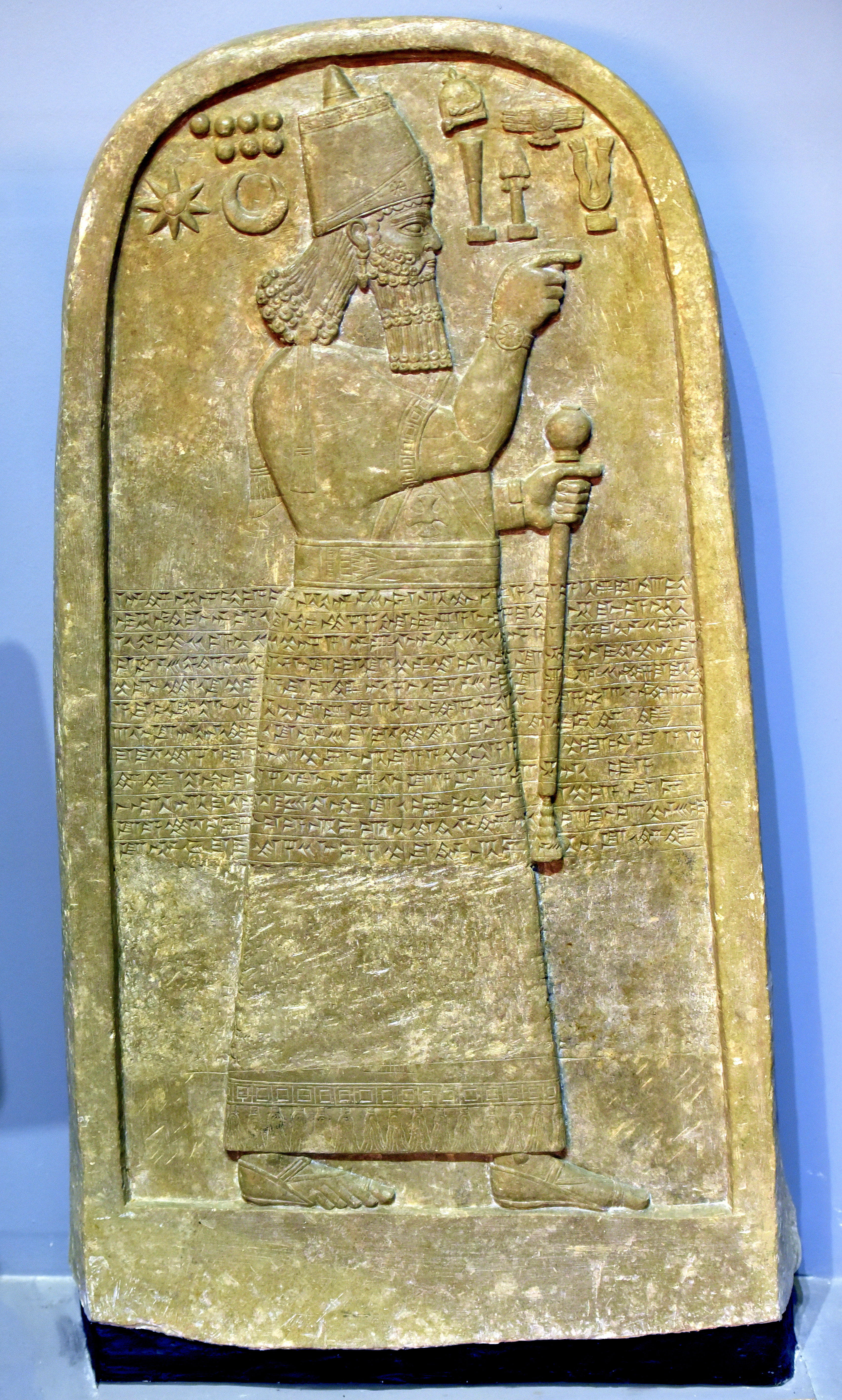
Estela de Adad-nirari III de Tell al Rimah, descubierta en 1967. Museo Nacional de Irak
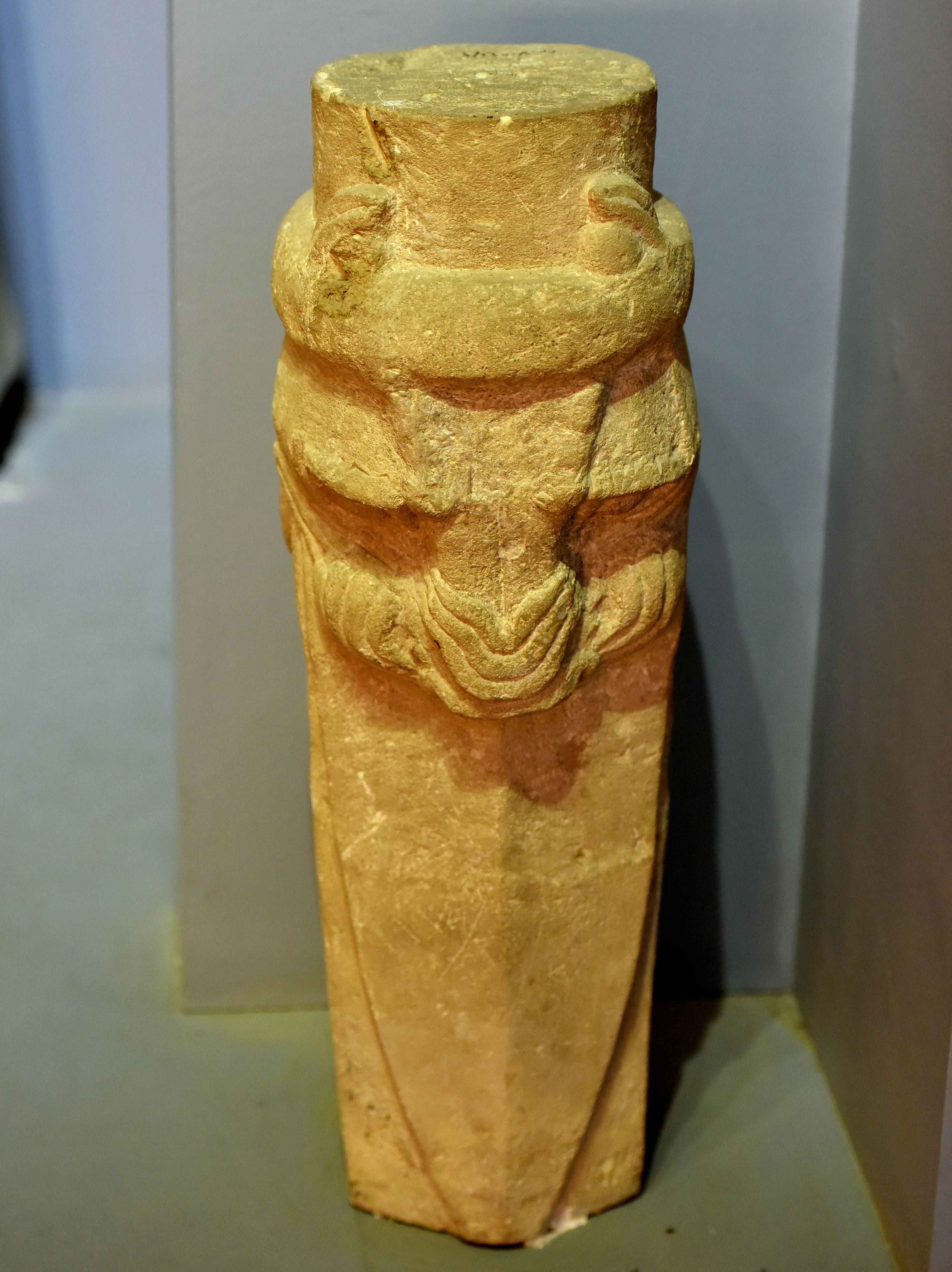
Columna de mármol de Tell al-Rimah, período neoasirio. Museo Nacional de Irak
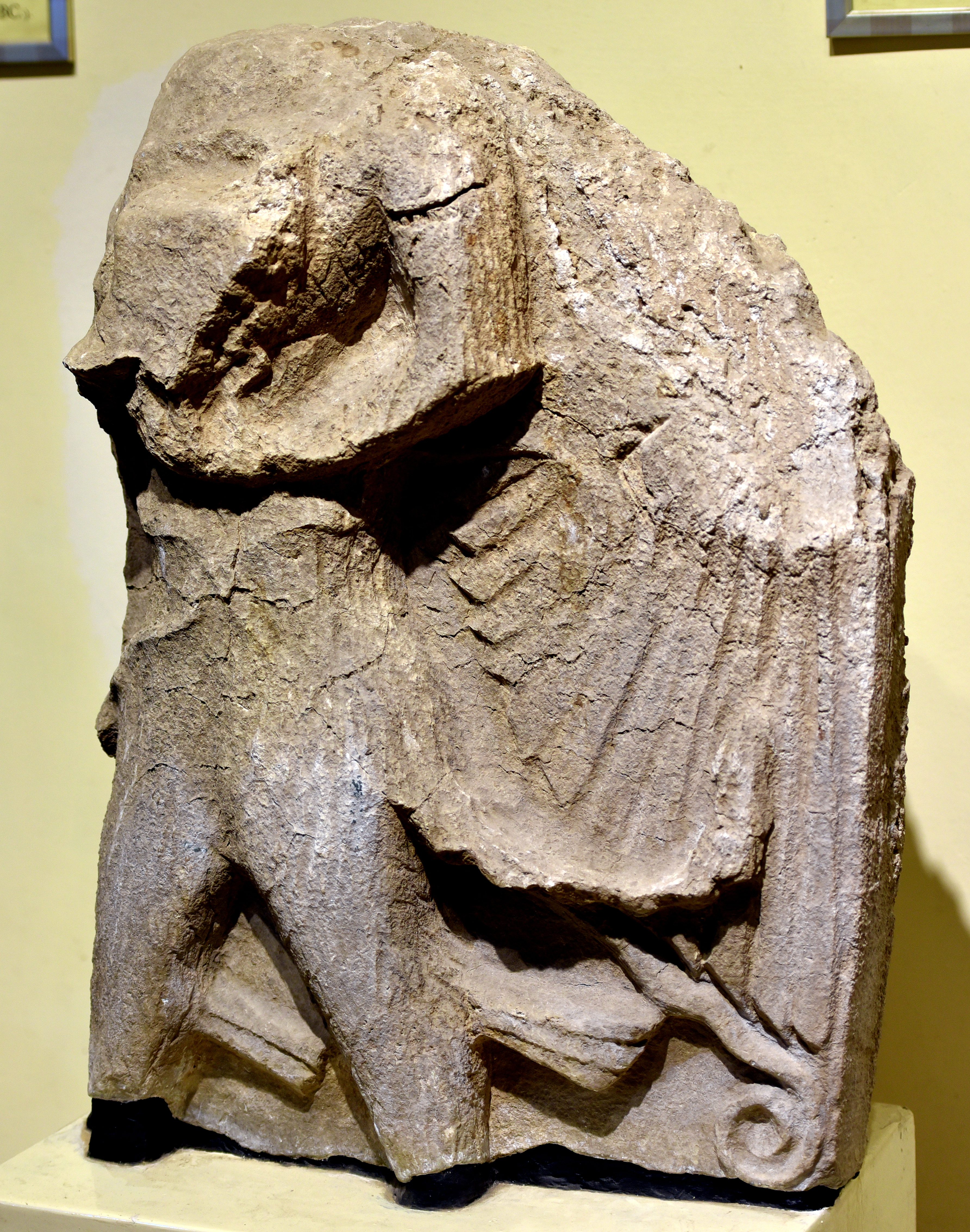
Relieve de piedra caliza de una figura masculina de Tell al-Rimah, período casita. Museo Nacional de Irak